# Provincia di Rehe

Rehe (熱河T, RèhéP, lett. "Fiume Caldo"), anche romanizzato come Jehol, era un'ex regione amministrativa speciale e provincia.

## Amministrazione
Rehe si trovava a nord della Grande Muraglia, a ovest della Manciuria e a est della Mongolia. La sua capitale e città più grande era Chengde. La seconda città più grande era Chaoyang, seguita da Chifeng. La provincia copriva 114.000 chilometri quadrati.

## Storia
Rehe una volta era al centro del Khitay guidato dalla Dinastia Liao. Rehe venne conquistata dalle bandiere manciù prima che prendessero possesso di Pechino nel 1644. Tra il 1703 e il 1820, gli imperatori Qing trascorsero quasi ogni estate nella loro località montana estiva a Chengde. Governavano l'impero da Chengde e vi ricevevano diplomatici stranieri e rappresentanti di paesi vassalli e tributari. L'Imperatore Kangxi limitò l'accesso alle foreste e alle praterie di Rehe alle spedizioni di caccia della corte e al mantenimento della cavalleria imperiale. Inizialmente gli insediamenti agricoli erano proibiti ai cinesi Han. All'inizio del XIX secolo, quando Rehe era diventata parte della provincia di Zhili, i migranti dell'Hebei e del Liaoning si stabilirono a Rehe e sfollarono le comunità mongole.
La Repubblica di Cina creò l'Area Speciale di Rehe (熱河特別區) nel 1914, e la Provincia di Jehol nel 1923. Per formare una zona cuscinetto tra la Cina vera e propria e il Manciukuò controllato dai giapponesi, l'Esercito imperiale giapponese invase Jehol nell'operazione Nekka il 21 gennaio 1933. Successivamente venne annessa dall'Impero del Manciukuò, come provincia di Rehe. La conquista di Jehol deteriorò le relazioni tra Giappone e Cina e fu uno degli incidenti che portarono alla seconda guerra sino-giapponese. Alla fine della seconda guerra mondiale, quando la Repubblica di Cina riprese il controllo della Manciuria, il governo del Kuomintang continuò ad amministrare l'area come un'area separata della provincia, riportando il suo nome a Provincia di Jehol, con capitale ad Hailar. Nel 1955, l'amministrazione della Repubblica popolare cinese divise l'area tra la provincia di Hebei, la provincia di Liaoning, la municipalità di Tianjin e la Regione della Mongolia Interna.